# 掷铁饼者

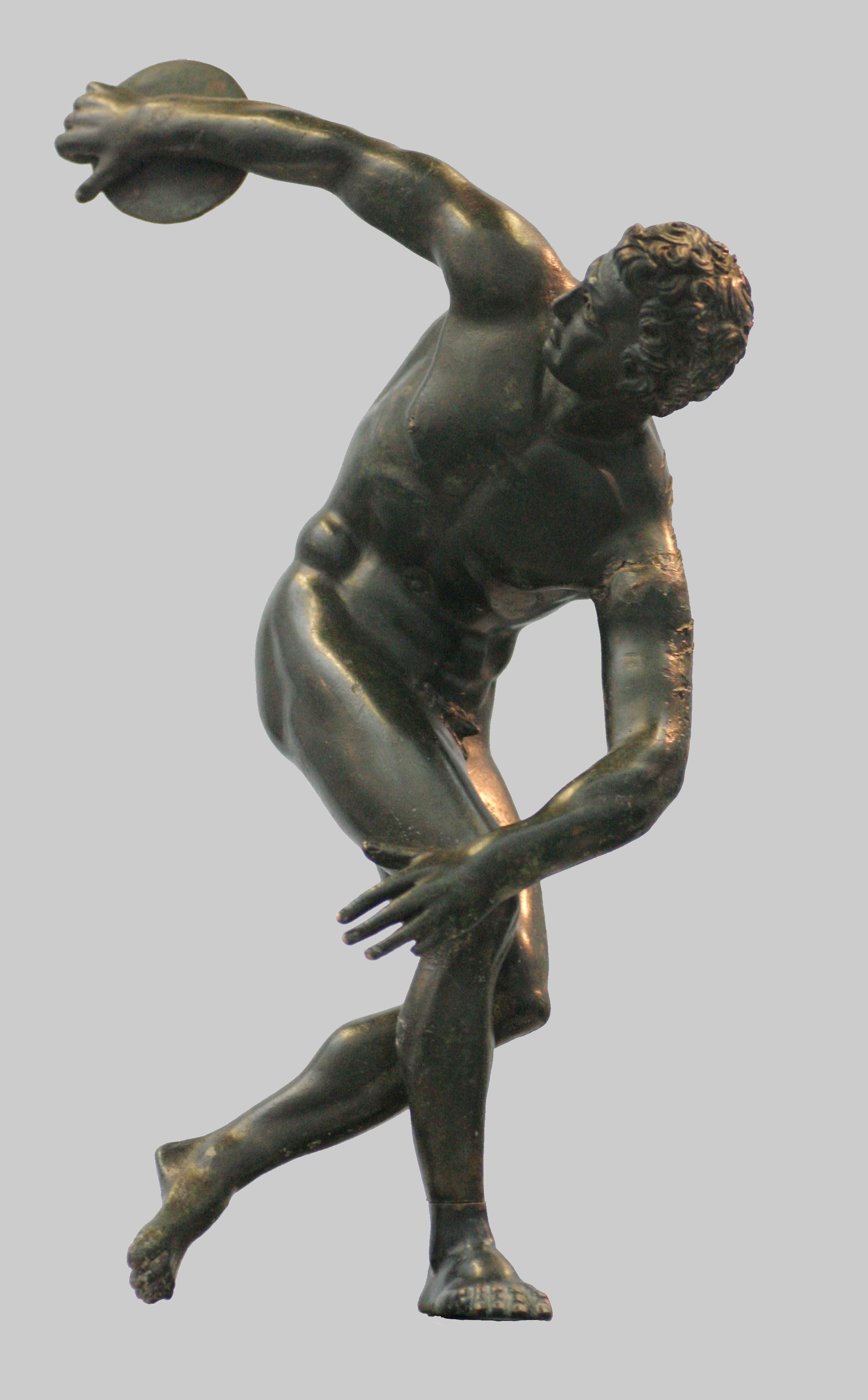
米隆雕塑《掷铁饼者》罗曼锡青铜复制品，公元2世纪，藏于慕尼黑古代雕塑展览馆

《掷铁饼者》（羅馬化：Diskobólos），是古希腊雕塑家米隆的代表作，成品于古希腊古典时期，為古典艺术之象征。该雕塑原作已失传，现有大量罗马复刻品存世。
作品描绘古希腊奥林匹克赛会中参赛选手将铁饼举至最高点即将抛出的时刻，有着强烈的动态感，将完美的人体造型和动态表现得淋漓尽致。